# Cauchemar à la scierie
 (décembre 2023).
Si vous disposez d'ouvrages ou d'articles de référence ou si vous connaissez des sites web de qualité traitant du thème abordé ici, merci de compléter l'article en donnant les références utiles à sa vérifiabilité et en les liant à la section « Notes et références ».
Cauchemar à la scierie (The Miserable Mill) est le quatrième tome de la série Les Désastreuses Aventures des orphelins Baudelaire de Lemony Snicket.

## Résumé
Les orphelins Baudelaire, Violette, Klaus et Prunille, se rendent chez leur nouveau tuteur à la Falotte-sur-Rabougre. Ce nouveau tuteur au nom imprononçable est simplement appelé Monsieur le Directeur, propriétaire des établissements Fleurbon-Laubaine dont on ne voit jamais le visage, caché par un épais nuage de fumée provenant de son cigare. Les enfants vont devoir travailler dans sa scierie ; dormant avec les ouvriers, sans petit déjeuner, recevant un chewing-gum le midi, un repas chaud le soir. Ils font la connaissance d'E. T. MacFool, le nouveau contremaître aux manières déplorables qui réveille les ouvriers en frappant des casseroles entre elles, et de Phil, un ouvrier optimiste qui prend les orphelins sous son aile. Ils rencontrent également l'assistant du Directeur, Charles, qui se montre sympathique avec eux, bien qu'effacé dès que son supérieur dit quelque chose.
Un matin, MacFool fait tomber Klaus qui casse ses lunettes. Il est envoyé au cabinet ophtalmologique du Docteur Orwell, dont la forme rappelle étonnement le tatouage du comte Olaf. À son retour, Klaus adopte un comportement très étrange, ne sachant répondre que « Oui M'sieur » à ses sœurs. Le lendemain, le contremaître le charge de manipuler une machine, ce qui aboutit à une catastrophe : Phil est blessé. En parlant de la somme dont ils auront besoin pour acheter une autre machine, l'un des ouvriers prononce le mot « pharaonique ». Son collègue lui demande ce que cela veut dire lorsque Klaus, qui semble s’être réveillé, répond en disant la définition, ce à quoi ses sœurs éprouvent un grand soulagement. Klaus ne se souvient de rien et MacFool répète son coup bas. Ses sœurs sont chargées de le ramener chez le docteur. En chemin, Klaus leur confie qu'il pense avoir été hypnotisé.
Les enfants font donc la connaissance du docteur et de son assistante, Shirley, qui n'est autre que le comte Olaf sous un nouveau déguisement. À leur retour à la scierie, les orphelins trouvent une note de service leur indiquant qu'au prochain accident, ils seront confiés à l'assistante du docteur. Malheureusement, Klaus est à nouveau dans un état second et le plan d'Olaf semble clair. Les deux sœurs passent donc la nuit dans la bibliothèque, cherchant à comprendre comment sauver leur frère. À l'aube, elles sont alertées par le bruit d'une machine mise en route. Dans le hangar, elles trouvent Charles attaché sur un tronc, Klaus aux commandes d'une scie qui menace l'assistant du Directeur. Après un affrontement ente Prunille et le Docteur Orwell, armé d'une canne-épée, et une invention de Klaus à base de chewing-gum, Charles est sauvé et le docteur recule quant à lui contre la scie.
Le Directeur refuse d'abord de croire à la véritable identité de Shirley, mais les enfants et M. Poe lui font dévoiler son tatouage. MacFool se révèle être le chauve au long nez complice d'Olaf, mais tous deux parviennent à s'échapper. Le Directeur refuse de continuer à s'occuper des orphelins qui sont envoyés dans un pensionnat.

## Anecdotes
- Dans la version originale des livres, le docteur Orwell meurt sur le coup en reculant vers les dents de la scie. Dans la version française, son état demeure plus ambigu, et il est sous-entendu qu'elle a perdu un bras et s'échappera plus tard d'un hôpital. Cette constante est par ailleurs ré-utilisée dans l'autobiographie, où Sally Sebald estime que le docteur Orwell a "sans doute" quitté ce monde, alors qu'elle la qualifie de "morte" dans la version originale. La traductrice Rose-Marie Vassalo a donné diverses raisons à ce changement[1].
- Le livre contient plusieurs références au livre de George Orwell, 1984, à commencer par le nom de l'ophtalmologiste. L'omniprésence des yeux dans la série (et particulièrement dans ce livre) n'est pas sans rappeler le "Big Brother is watching you" d'Orwell.
- Chaque tome des Désastreuses Aventures des orphelins Baudelaire se termine par une illustration contenant un indice sur le tome suivant. Ici, on peut voir un bus scolaire dans l'arrière plan, présageant du séjour des orphelins à l'Institut Prufrock.

## Adaptation
En 2017, la série télévisée Les Désastreuses Aventures des Orphelins Baudelaire adapte le roman dans les deux derniers épisodes de la première saison.